# Notoxus seminole
Notoxus seminole es una especie de coleóptero de la familia Anthicidae.

## Distribución geográfica
Habita en Florida (Estados Unidos).